# Shotley Gate
Shotley Gate est un village dans la paroisse civile d'Shotley, dans le district de Babergh dans le Suffolk en Angleterre, situé à treize kilomètres d’Ipswich. Sa population est de 1511 habitants (2011).